# Christine Baranski
Christine Jane Baranski (Buffalo, 2 maggio 1952) è un'attrice statunitense, vincitrice di due Tony Awards, un Emmy Award e candidata più volte al Golden Globe.

## Biografia
Christine Baranski nasce nel 1952 a Buffalo, città situata nello stato di New York, da genitori di origine polacca, Virginia Mazerowski e Lucien Baranski. I nonni, anch'essi polacchi, erano attori teatrali. Studia presso la Villa Maria Academy, per poi iscriversi alla rinomata Juilliard School.

### Teatro
Debutta a teatro nella commedia off-Broadway Coming Attractions, mentre l'esordio a Broadway avviene nel 1980 con Hide and Seek. In seguito partecipa a The Real Things di Tom Stoppard riuscendo a vincere il più prestigioso riconoscimento nell'industria teatrale, il Tony Award. Nel corso degli anni prende parte a moltissime altre produzioni, tra cui il revival londinese del musical Sweeney Todd: The Demon Barber of Fleet Street, dove ricopre il ruolo di Mrs. Lovett, quello broadwayiano di Mame dove ottiene la parte di protagonista, appunto Mame, il più recente Boeing, Boeing (2008) e ricopre il ruolo di Carlotta Campion nella versione concertale del musical di Stephen Sondheim Follies al New York City Centre.

### Cinema e televisione
Ha recitato in parecchie produzioni televisive: tra tutte va ricordata la sua partecipazione alla sitcom Cybill, grazie alla quale ha vinto un Screen Actors Guild Awards, un Emmy Awards ed è stata più volte proposta in lizza al Golden Globe. Per il cinema ha recitato in 9 settimane e ½, Il mistero Von Bulow, La famiglia Addams 2, Piume di struzzo, Bulworth - Il senatore, Il Grinch e molti altri.
Nel 2002 partecipa alla pellicola Premio Oscar Chicago e nel 2008 lavora per quello che è divenuto il suo ruolo più famoso sul grande schermo: l'esuberante Tanya nel celeberrimo musical Mamma Mia!. Nello stesso anno appare in tre episodi della serie televisiva Ugly Betty, dove interpreta Victoria Hartley, presidente della rivista Mode e titolare della protagonista Betty Suarez e, sempre in televisione, veste i panni del personaggio di Beverly Hofstadter, la madre di Leonard, uno dei protagonisti della sitcom di successo globale The Big Bang Theory.
Dal 2009 è entrata a far parte del cast principale del legal drama The Good Wife, per il quale ricopre il ruolo dell'avvocatessa Diane Lockhart, uno dei due soci fondatori dello studio legale alla base del telefilm. Tale interpretazione, acclamata da parte della critica, le regala annualmente cinque ulteriori candidature agli Emmy Awards, dal 2010 al 2014. Proprio per via della popolarità del suo personaggio, CBS ha deciso di crearne uno spin-off. Questo, intitolato The Good Fight, debutta nel febbraio 2017 e vede fra i protagonisti il ritorno di Cush Jumbo e Sarah Steele nelle rispettive parti, e l'aggiunta degli attori Rose Leslie e Delroy Lindo. Nel 2018 riprende il ruolo di Tanya nel prequel/sequel Mamma Mia! Ci risiamo, ritrovando parte del cast del primo film.
Dal 2022 interpreta Agnes van Rhijn nella serie di HBO The Gilded Age dove recita accanto a Cynthia Nixon, Carrie Coon e Louisa Jacobson. Nel 2025 è nel cast della seconda stagione di Nine Perfect Strangers.

## Vita privata
Nel 1983 ha sposato l'attore Matthew Cowles (deceduto nel 2014) con il quale ha avuto due figlie.

## Filmografia

### Attrice

#### Cinema
- Soup for One, regia di Jonathan Kaufer (1982)
- Un incurabile romantico (Lovesick), regia di Marshall Brickman (1983)
- Crackers, regia di Louis Malle (1984)
- 9 settimane e ½ (Nine 1/2 Weeks), regia di Adrian Lyne (1986)
- Pericolosamente insieme (Legal Eagles), regia di Ivan Reitman (1986)
- Ehi... ci stai? (The Pick-up Artist), regia di James Toback (1987)
- Il mistero Von Bulow (Reversal of Fortune), regia di Barbet Schroeder (1990)
- La notte che non c'incontrammo (The Night We Never Met), regia di Warren Leight (1993)
- Cercasi superstar (Life with Mikey), regia di James Lapine (1993)
- La famiglia Addams 2 (Addams Family Values), regia di Barry Sonnenfeld (1993)
- C'eravamo tanto odiati (The Ref), regia di Ted Demme (1994)
- Student Body (Getting In), regia di Doug Liman (1994)
- The War, regia di Jon Avnet (1994)
- New Jersey Drive, regia di Nick Gomez (1995)
- Jeffrey, regia di Christopher Ashley (1995)
- Piume di struzzo (The Birdcage), regia di Mike Nichols (1996)
- La strana coppia II (The Odd Couple II), regia di Howard Deutch (1998)
- Bulworth - Il senatore (Bulworth), regia di Warren Beatty (1998)
- Cruel Intentions - Prima regola non innamorarsi (Cruel Intentions), regia di Roger Kumble (1999)
- Bowfinger, regia di Frank Oz (1999)
- Il Grinch (How the Grinch Stole Christmas), regia di Ron Howard (2000)
- Il guru (The Guru), regia di Daisy von Scherler Mayer (2002)
- Chicago, regia di Rob Marshall (2002)
- Marci X, regia di Richard Benjamin (2003)
- Due candidati per una poltrona (Welcome to Mooseport), regia di Donald Petrie (2004)
- Falling for Grace (East Broadway), regia di Fay Ann Lee (2006)
- Relative Strangers - Aiuto! sono arrivati i miei (Relative Strangers), regia di Greg Glienna (2006)
- Quel che resta di mio marito (Bonneville), regia di Christopher N. Rowley (2006)
- Mamma Mia!, regia di Phyllida Lloyd (2008)
- Il cacciatore di ex (The Bounty Hunter), regia di Andy Tennant (2010)
- Into the Woods, regia di Rob Marshall (2014)
- Miss Sloane - Giochi di potere (Miss Sloane), regia di John Madden (2016)
- Bad Moms 2 - Mamme molto più cattive (A Bad Moms Christmas), regia di Jon Lucas e Scott Moore (2017)
- Mamma Mia! Ci risiamo (Mamma Mia! Here We Go Again), regia di Ol Parker (2018)
- Natale in città con Dolly Parton (Dolly Parton's Christmas on the Square), regia di Debbie Allen (2020)

#### Televisione
- Ballata per un condannato (Playing for Time), regia di Daniel Mann – film TV (1980)
- A Midsummer Night's Dream, regia di Emile Ardolino – film TV (1982)
- Destini (Another World) – serie TV, 1 episodio (1983)
- La valle dei pini (All My Children) – serial TV, 1 puntata (1984)
- Big Shots in America, regia di James Burrows – film TV (1985)
- Un giustiziere a New York (The Equalizer) – serie TV, 1 episodio (1985)
- American Playhouse – serie TV, 1 episodio (1987)
- The Thorns – serie TV, 1 episodio (1988)
- Screenplay – serie TV, 1 episodio (1992)
- Law & Order - I due volti della giustizia (Law & Order) – serie TV, 3 episodi (1991-1994)
- Una famiglia del terzo tipo (3rd Rock from the Sun) – serie TV, 1 episodio (1997)
- Cybill – serie TV, 87 episodi (1995-1998)
- Frasier – serie TV, 1 episodio (1999)
- Timothy Tweedle the First Christmas Elf – film TV (2000)
- Welcome to New York – serie TV, 13 episodi (2000-2001)
- Citizen Baines – serie TV, 1 episodio (2001)
- Presidio Med – serie TV, 2 episodi (2002)
- Eloise al Plaza (Eloise at the Plaza), regia di Kevin Lima – film TV (2003)
- Eloise a Natale (Eloise at Christmastime), regia di Kevin Lima – film TV (2003)
- Spellbound – film TV (2004)
- In the Game – cortometraggio TV (2004)
- Happy Family – serie TV, 22 episodi (2003-2004)
- Adopted, regia di Ted Wass – film TV (2005)
- Ghost Whisperer - Presenze (Ghost Whisperer) – serie TV, 2 episodi (2005)
- Recipe for a Perfect Christmas, regia di Sheldon Larry – film TV (2005)
- Inseparable, regia di Pamela Fryman – film TV (2006)
- Ugly Betty – serie TV, 3 episodi (2009)
- Psych – serie TV, 1 episodio (2009)
- The Big Bang Theory – serie TV, 16 episodi (2009-2019)
- The Good Wife – serie TV, 156 episodi (2009-2016)
- Who Is Simon Miller?, regia di Paolo Barzman – film TV (2011)
- The Good Fight – serie TV, 60 episodi (2017-2022)
- The Gilded Age – serie TV (2022-in corso)
- Nine Perfect Strangers – serie TV, 8 episodi (2025)

### Doppiatrice
- L'incredibile Michael (Now and Again) – serie animata, 1 episodio (1999)
- Speed Racer X – serie animata (2002)
- Scooby-Doo e la mummia maledetta (Scooby-Doo in Where's My Mummy?), regia di Joe Sichta (2005)
- American Dad! – serie animata, 1 episodio (2006)
- Ugly Americans – serie animata, 1 episodio (2011)
- I Griffin (Family Guy) – serie animata, 1 episodio (2013)
- BoJack Horseman – serie animata, 1 episodio (2015)
- Trolls, regia di Mike Mitchell e Walt Dohrn (2016)
- I Simpson (The Simpsons) - serie animata, ep. 33x08 (2021)

## Teatro
- Company, colonna sonora di Stephen Sondheim, libretto di George Furth, regia di André Arnotte. Claire Shulman Playhouse di Corona (1980)
- Hide and Seek, di Lezley Havard, regia di Melvin Bernhardt. Belasco Theatre di Broadway (1980)
- Sogno di una notte di mezza estate, di William Shakespeare, regia di James Lapine. Public Theater di New York (1982)
- The Real Thing, di Tom Stoppard, regia di Mike Nichols. Plymouth Theatre di Broadway (1985)
- The House of Blue Leaves, di John Guare, regia di Jerry Zaks. Lincoln Center e Plymouth Theatre di Broadway (1986)
- Rumors, di Neil Simon, regia di Gene Saks. Broadhurst Theatre ed Ethel Barrymore Theatre di Broadway (1988)
- Lips Together, Teeth Apart, di Terrence McNally, regia di John Tillinger. Lucille Lortel Theatre e City Center Stage I di New York (1991)
- Nick & Nora, colonna sonora di Charles Strouse, libretto e regia di Arthur Laurents. Marquis Theatre di Broadway (1991)
- Promises, Primises, colonna sonora di Burt Bacharach, parole di Hal David, libretto di Neil Simon, regia di Rob Marshall. City Center Encores! di New York (1997)
- Sweeney Todd: The Demon Barber of Fleet Street, colonna sonora di Stephen Sondheim, libretto di Hugh Wheeler, regia di Calvin Remsberg. Ahmanson Theatre di Los Angeles (1999)
- Sweeney Todd: The Demon Barber of Fleet Street, colonna sonora di Stephen Sondheim, libretto di Hugh Wheeler, regia di Christopher Ashley. Kennedy Center di Washington (2002)
- Mame, colonna sonora di Jerry Herman, libretto di Robert E. Lee & Jerome Lawrence, regia di Eric Schaeffer. Kennedy Center di Washington (2006)
- Regrets Only, di Paul Rudnick, regia di Christopher Ashley. City Center Stage I di New York (2006)
- Follies, colonna sonora di Stephen Sondheim, libretto di James Goldman, regia di Casey Nicholaw. City Center Encores! di New York (2007)
- Boeing Boeins, di Marc Camoletti, regia di Matthew Warchus. Longacre Theatre di Broadway (2008)
- A Little Night Music, colonna sonora di Stephen Sondheim, libretto di Hugh Wheeler, regia di Scott Ellis. Studio 54 di New York (2009)
- On Your Toes, colonna sonora di Richard Rodgers, parole di Lorenz Hart, libretto di George Abbott, regia di Warren Carlyle. City Center Encores! di New York (2013)
- Follies, colonna sonora di Stephen Sondheim, libretto di James Goldman, regia di Craig Revel Horwood. Royal Albert Hall di Londra (2015)

## Riconoscimenti
- Golden Globe
  - 1996 – Candidatura alla miglior attrice non protagonista in una serie per Cybill
  - 1997 – Candidatura alla miglior attrice non protagonista in una serie per Cybill
  - 2022 – Candidatura alla miglior attrice in una serie drammatica per The Good Fight
- Premio Emmy
  - 1995 – Miglior attrice non protagonista in una serie commedia per Cybill
  - 1996 – Candidatura alla miglior attrice non protagonista in una serie commedia per Cybill
  - 1997 – Candidatura alla miglior attrice non protagonista in una serie commedia per Cybill
  - 1998 – Candidatura alla miglior attrice non protagonista in una serie commedia per Cybill
  - 1999 – Candidatura alla migliore guest star in una serie commedia per Frasier
  - 2009 – Candidatura alla migliore guest star in una serie commedia per The Big Bang Theory
  - 2010 – Candidatura alla migliore guest star in una serie commedia per The Big Bang Theory
  - 2010 – Candidatura alla migliore attrice non protagonista in una serie drammatica per The Good Wife
  - 2011 – Candidatura alla migliore attrice non protagonista in una serie drammatica per The Good Wife
  - 2012 – Candidatura alla migliore attrice non protagonista in una serie drammatica per The Good Wife
  - 2013 – Candidatura alla migliore attrice non protagonista in una serie drammatica per The Good Wife
  - 2014 – Candidatura alla migliore attrice non protagonista in una serie drammatica per The Good Wife
  - 2015 – Candidatura alla migliore attrice non protagonista in una serie drammatica per The Good Wife
  - 2015 – Candidatura alla migliore guest star in una serie commedia per The Big Bang Theory
  - 2016 – Candidatura alla migliore guest star in una serie commedia per The Big Bang Theory
  - 2024 – Candidatura alla migliore attrice non protagonista in una serie drammatica per The Gilded Age
- Tony Award
  - 1984 – Miglior attrice non protagonista in un'opera teatrale per The Real Thing
  - 1989 –  Miglior attrice non protagonista in un'opera teatrale per Rumors

## Doppiatrici italiane
Nelle versioni in italiano delle opere in cui ha recitato, Christine Baranski è stata doppiata da:
- Barbara Castracane in Mamma Mia!, Mamma Mia! Ci risiamo, The Good Fight (st. 3-6), The Gilded Age, Nine Perfect Strangers
- Aurora Cancian in Relative Strangers - Aiuto! sono arrivati i miei, Ugly Betty, The Big Bang Theory
- Emanuela Rossi ne Il Grinch, Chicago, Bad Moms 2 - Mamme molto più cattive
- Fabrizia Castagnoli in Law & Order - I due volti della giustizia (ep. 1x15, 1x16), Jeffrey
- Antonella Giannini in Una famiglia del terzo tipol, Psych
- Pinella Dragani in The Good Wife, The Good Fight (st. 1-2)
- Melina Martello in Ghost Whisperer - Presenze, Miss Sloane - Giochi di potere
- Lorenza Biella in Bowfinger, Marci X
- Anna Rita Pasanisi in Bulworf - il senatore, Pericolosamente insieme, Cruel Intentions - Prima regola non innamorarsi
- Valeria Perilli in Law & Order - I due volti della giustizia (ep. 4x20)
- Cinzia De Carolis in Piume di struzzo
- Francesca Fiorentini ne La famiglia Addams 2
- Franca D'Amato in Quel che resta di mio marito
- Serena Verdirosi in Happy Family
- Maria Pia Di Meo in Due candidati per una poltrona
- Rita Savagnone ne Il cacciatore di ex
- Marina Tagliaferri in Into the Woods
- Barbara Berengo Gardin in Cruel Intentions - Prima regola non innamorarsi (ridoppiaggio)

Da doppiatrice è sostituita da:
- Aurora Cancian in American Dad, Young Sheldon, BoJack Horseman
- Stefania Patruno in Scooby Doo e la mummia maledetta
- Emanuela Rossi in Trolls
- Rossella Izzo ne I Simpson